# キノガーレ
キノガーレ（Cynogale bennettii）は、ジャコウネコ科キノガーレ属に分類される食肉類。本種のみでキノガーレ属を構成する。

## 分布
インドネシア（スマトラ島、ボルネオ島）、中華人民共和国南部、マレーシア。タイ南部やベトナムに分布する可能性もあり。

## 形態
体長57-68センチメートル。尾長12-21センチメートル。体重3-5キログラム。尾は太短い。基部が淡黄色で、先端が黒い柔らかく短い下毛で密に被われる。背面の毛衣は暗褐色で、頭部や背には灰色の体毛が混じる。腹面の毛衣は淡褐色。
耳介は小型で、開閉する事ができ水が入らないようになっている。鼻孔は上方に開口し、耳介と同じく開閉することができる。上唇や耳介下部の髭は長い。牙は長い。臼歯は平坦で幅広く、獲物を捕えたり硬い獲物を噛み砕くことに適している。足裏には体毛が無い。指趾の間にはあまり発達しない水掻きがある。
乳頭の数は4個。

## 生態
河川、沼、湿原の周辺にある森林などに生息する。夜行性。頭部と尾を下げ、背中を丸めながら歩行する。危険を感じると木に登り逃げることもある。
食性は動物食傾向の強い雑食で、魚類、鳥類、小型哺乳類、甲殻類、貝類、果実などを食べる。潜水して鼻先だけを水面に出し、水辺に近づいた獲物を待ち伏せて捕食することもある。
繁殖形態は胎生。1回に2-3頭の幼獣を産むとされる。

## 人間との関係
開発による生息地の破壊などにより生息数は減少している。